# ملفوف أحمر

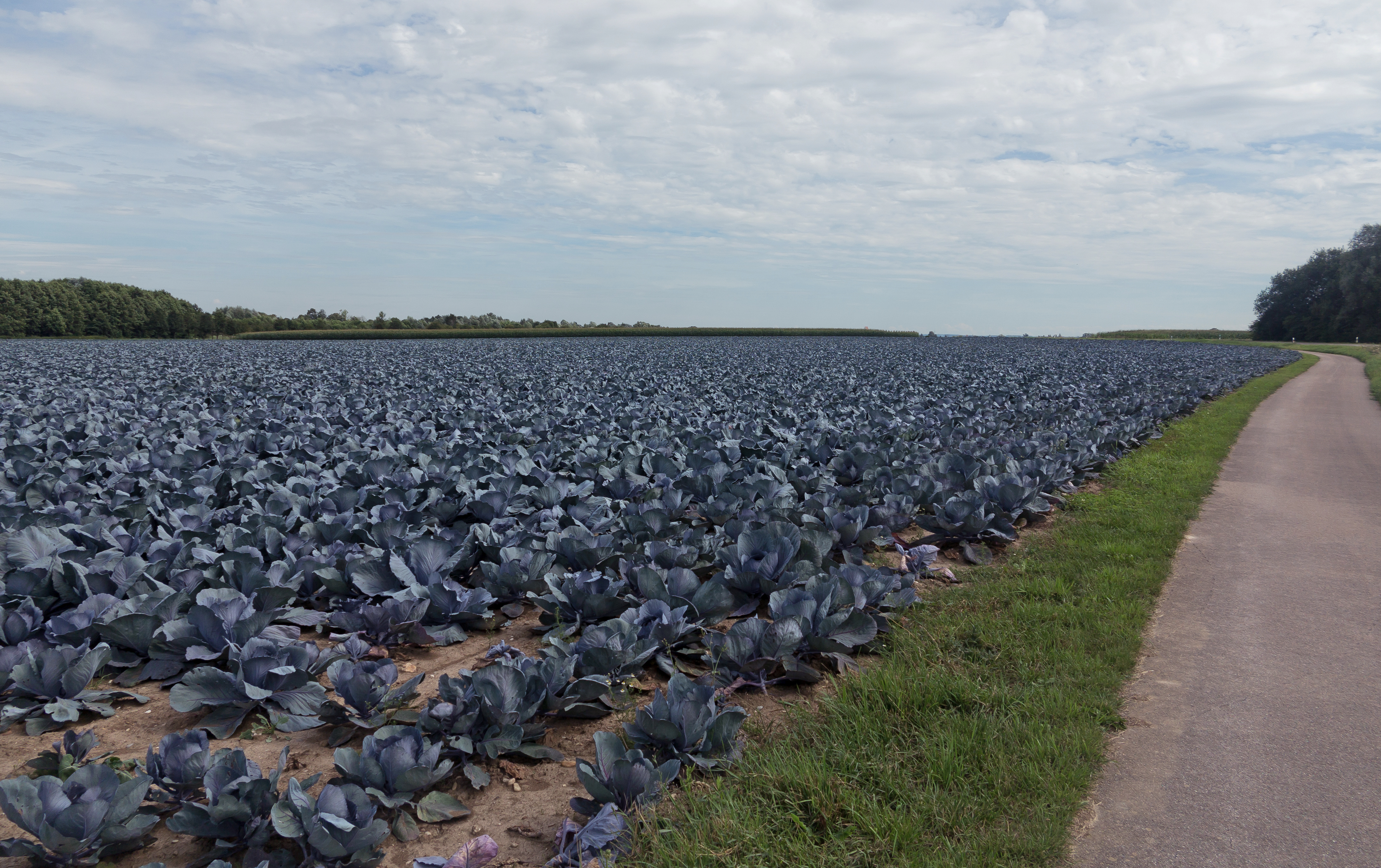
حقل ملفوف أحمر في ألمانيا

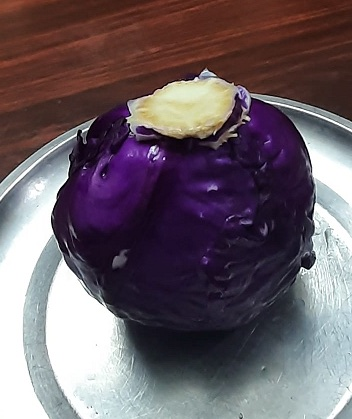
كرنب أحمر

الملفوف الأحمر أو الكُرُنب الأحمر هو ضربٌ من الكرنب الزيتي. أوراقه ملونة بالأحمر الداكن أو الأرجواني. ومع ذلك، فإن النبات يتغير لونه حسب الأس الهدروجيني للتربة بسبب خضاب ينتمي إلى الأنثوسيان. تصبح الأوراق في التربة الحمضية أكثر احمرارًا؛ أما في التربة المحايدة فسوف تنمو أكثر باللون الأرجواني، في حين أن التربة القلوية ستنتج الملفوف ذو اللون الأصفر المخضر. وهذا ما يفسر حقيقة أن النبات نفسه يعرف بألوان مختلفة في مناطق مختلفة. ويمكن العثور عليها في جميع أنحاء أوربة، وفي جميع أنحاء الأمريكتين، وفي الصين، وخاصة في إفريقيا.

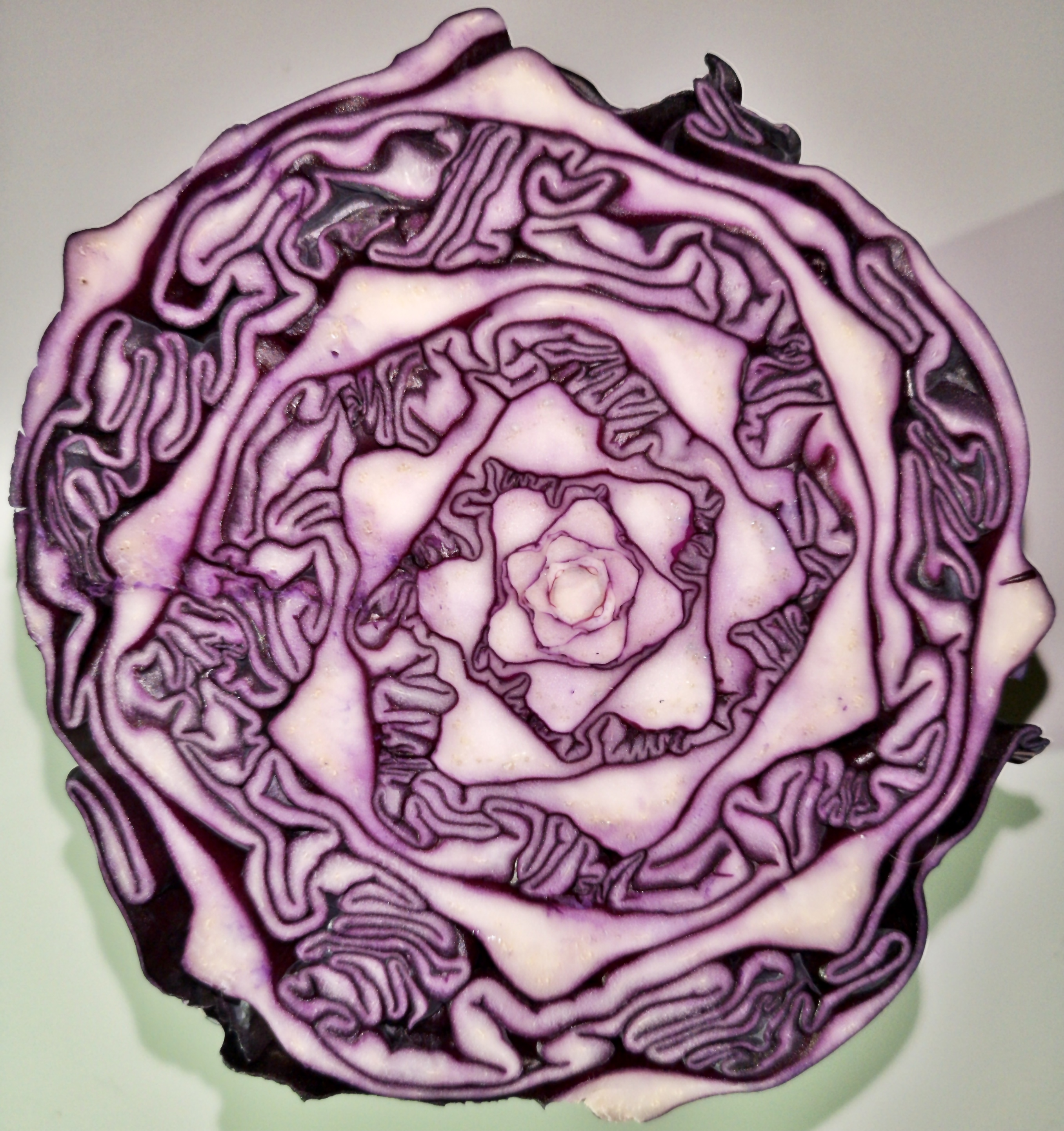
ترتيب حلزوني لسيقان أوراق الملفوف في نصف المقطع الأفقي